# Kanijeli Siyavuş Paşa
Kanijeli Siyavuş Paşa (en antigua grafía, Kanizheli Siyavush Pacha) fue un estadista y gran visir otomano (mitad del siglo XVI-1602); su nombre hace referencia a la ciudad húngara de Kanizhe (Kanije en grafía moderna, actualmente denominada Nagykanizsa), y tenía ascendencia croata. Fue educado en la corte imperial de Estambul.
Tuvo una carrera política estable, a lo largo de la cual ocupó diversos puestos militares, en el seno de los jenízaros, y como beylerbey (gobernador) de la provincia otomana de Rumelia. Como beylerbey, autorizó la construcción en Sarajevo de Il Cortijo, la gran hospedería para la comunidad sefardí que se había instalado en la ciudad tras la expulsión de la Península ibérica decretada por los Reyes católicos, y de la primera sinagoga de la ciudad. En 1580 recibió el rango de visir y se casó con Fátima Sultan, hermana de Murad III, con la que tuvo dos hijos y una hija.
Ocupó el cargo de gran visir (máximo responsable del gobierno, a las órdenes del sultán) en tres ocasiones. La primera, el 6 de diciembre de 1582, cuando reemplazó --de forma probablemente interina-- al gran visir Koca Sinan Pacha, destituido por la fragilidad de los avances militares otomanos en Georgia y las dificultades para alcanzar una paz estable con Persia. Su mandato duró menos de dos años: el 25 de julio de 1584 fue destituido y sustituido por el antiguo mameluco circasiano Özdemiroğlu Osman Pacha.
Sería nombrado de nuevo en 1586, sucediendo al anciano Hadim Mesih Pacha, que había dimitido por desacuerdos con el sultán. En esta segunda ocasión, permanecería en el cargo durante tres años, hasta el 2 de abril de 1589, cuando sería derrocado por un alzamiento militar alentado por el antiguo visir Koca Sinan Pacha. Tras un pronunciamiento de los jenízaros el 4 de abril de 1592, que hizo caer a su sucesor Ferhad Pacha, Kanijeli Siyavuş Pacha fue llamado de nuevo a ejercer como gran visir. Caería definitivamente en desgracia en enero de 1593, tras una nueva insurrección de los jenízaros.
De carácter moderado, recto y piadoso, se le conocía más por sus obras de caridad que por su obra de gobierno.
Falleció en Estambul en 1602, y fue enterrado en el distrito estambuliota de Eyüp.